# Музей А. С. Пушкина в Торжке
Музей А. С. Пушкина в Торжке — первый государственный литературный музей Торжка.
Филиал Тверского государственного объединенного музея.

## История
3 июня 1972 года в Торжке открыт Музей А. С. Пушкина, который вошел в обширную сеть музеев поэта как первый музей путешествий А. С. Пушкина. Город Торжок расположен на главной дороге России Москва — Петербург, по которой поэт проезжал много раз.
Музей располагается в старинном дворянском особняке конца XVIII века, где жили Оленины. П. А. Оленин, сын президента Академии художеств А. Н. Оленина, был женат на новоторжской дворянке М. С. Львовой. А. С. Пушкин был посетителем литературного салона А. Н. Оленина в Петербурге. В музее восстановлен интерьер гостиной дворянского дома XIX века, а также представлены сохранившиеся портреты Петра и Марии Олениных, личные вещи, семейная реликвия — картечная пуля с Бородинского поля.

## Экспозиции
Экспозиция музея позволяет представить путь А. С. Пушкина по петербургско-московскому тракту: старинные карты дорог России, предметы дорожного быта, конская упряжь, валдайские колокольчики, изображения почтовых станций, постоялых дворов, автографы писем поэта родным и друзьям с описанием дорожных событий, пушкинские зарисовки пейзажей и дорожных сцен — помогают посетителю музея перенестись в пушкинскую эпоху.
В основу экспозиции положен проект, разработанный сотрудниками Государственного музея имени А. С. Пушкина в Москве. Творческий коллектив сотрудников Тверского государственного объединенный музея во главе с Л. А. Казарской создал экспозицию, посвящённую проездам А.С. Пушкина по тракту Санкт-Петербург — Москва, его дорожным впечатлениям и их отражению в его творчестве.
В музее также проводятся интерактивные программы:
1) «Путешествие по государевой дороге», где участники программы почувствуют себя путешественниками XIX века.
2) «В гостях у сказки», на которой гости отправятся в путешествие по Лукоморью.
3) «Мы лучше поспешим на бал», где участники программы познакомятся с дворянским бытом, основами этикета и модой XIX века.
4) «Петербургско-Московский тракт в жизни и творчестве А. С. Пушкина».
Музей является участником брендового туристического маршрута «Государева дорога».

## Галерея

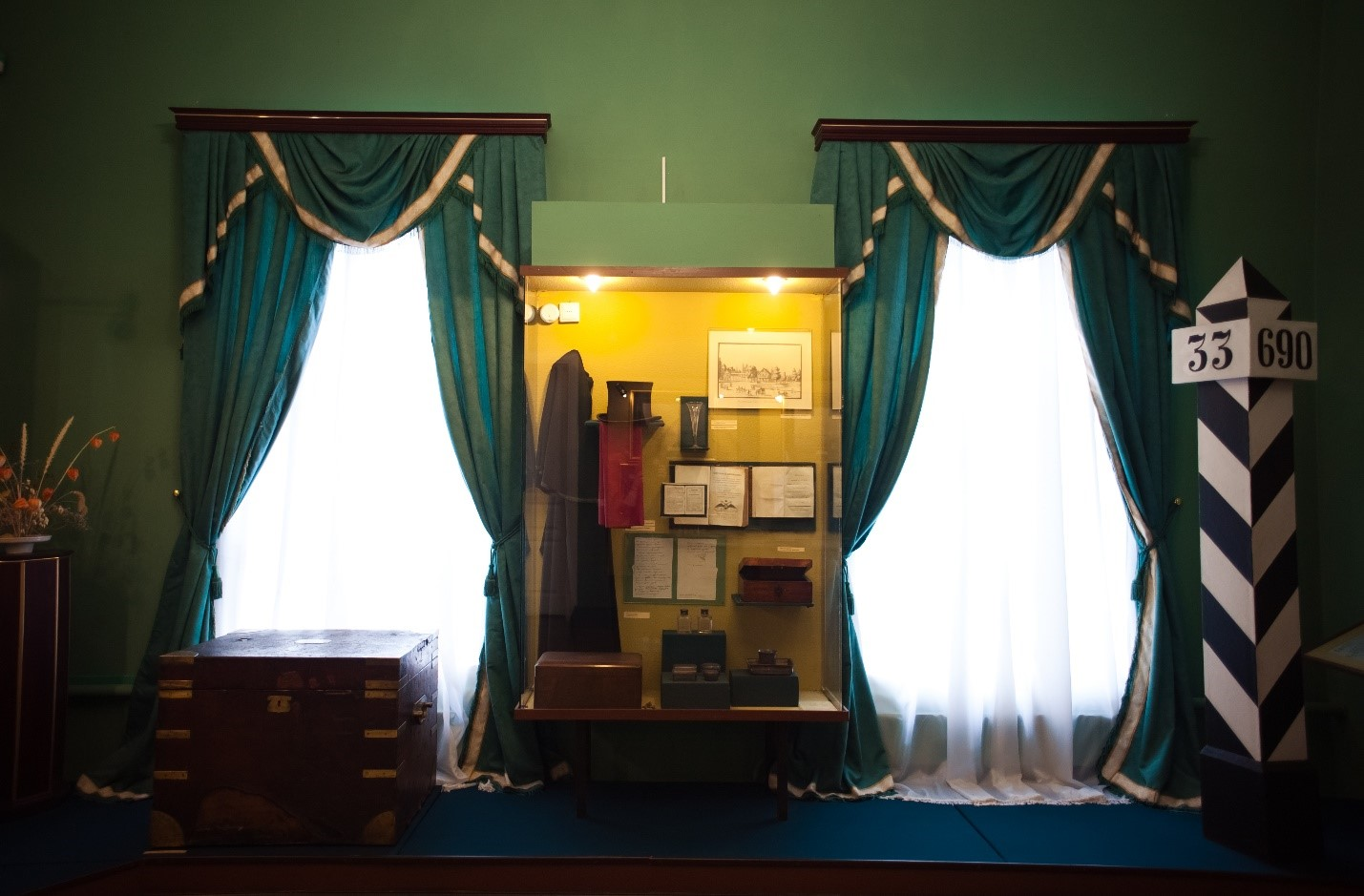
Интерьер музея А. С. Пушкина в Торжке
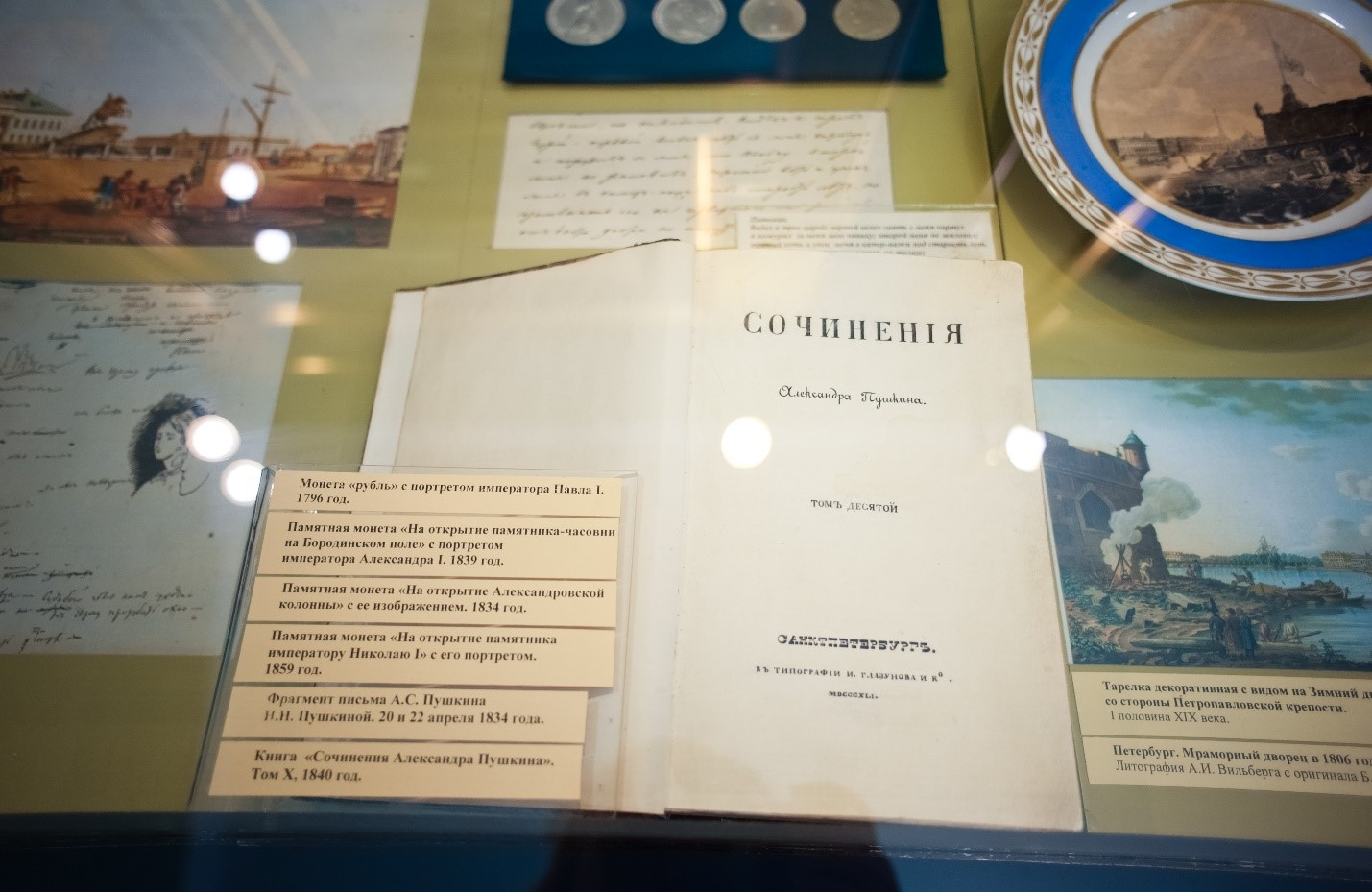
Экспонат музея А. С. Пушкина в Торжке
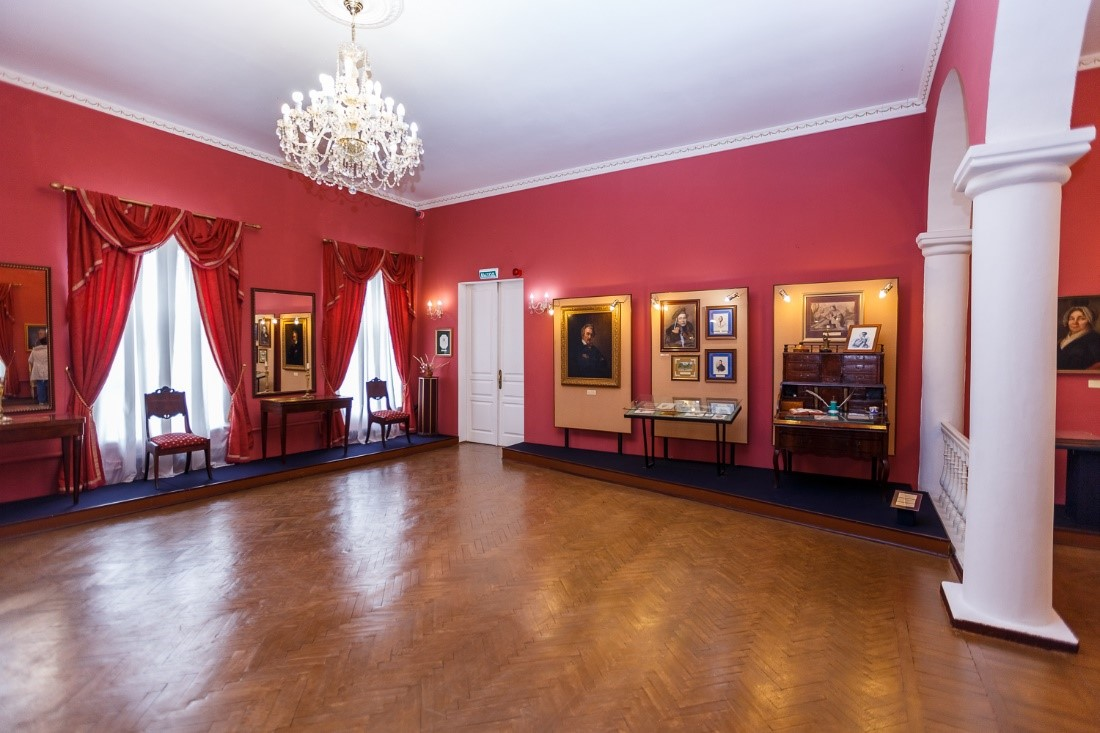
Зал музея А. С. Пушкина в Торжке